# Eleonore von Kastilien (1241–1290)

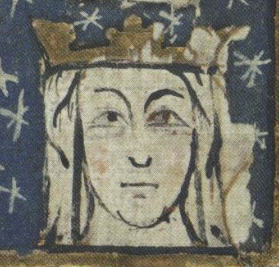
Eleonore von Kastilien

Eleonore von Kastilien (auch Leonor oder Eleanor) (* 1241; † 28. November 1290 in Harby, Nottinghamshire) war als erste Ehefrau des englischen Königs Eduard I. Royal Consort von England.

## Herkunft
Eleonore wurde in Kastilien als zweites Kind von König Ferdinand III. und seiner zweiten Frau Johanna, der Erbin der französischen Grafschaft Ponthieu geboren. Ihr älterer Bruder Ferdinand wurde 1239/40, ihr jüngerer Bruder Luis 1242/43 geboren. Zum ersten Jahrestag ihres Todes 1291 erschienen 49 Kerzenträger, jede Kerze für ein Lebensjahr, so dass sie vermutlich 1241 geboren wurde.

## Heirat mit dem englischen Thronfolger
Am 1. November 1254 wurde Leonore im Kloster Las Huelgas bei Burgos mit dem englischen Thronfolger Lord Eduard verheiratet. Dabei übertrug ihr Halbbruder Alfons X. seinem neuen Schwager die alten kastilischen Ansprüche auf die den englischen Königen gehörende Gascogne. Noch 1253 war es wegen dieser Ansprüche zu einem Konflikt zwischen England und Kastilien in der südwestfranzösischen Region gekommen. Die Heirat zwischen der kastilischen Prinzessin und dem englischen Thronfolger war bei den anschließenden Friedensverhandlungen vereinbart worden. Ende November 1254 reiste Eleonore mit ihrem Ehemann zunächst in die Gascogne, wo dieser bis zum nächsten Sommer als Statthalter seines Vaters blieb. Im Oktober 1255 erreichte das Paar schließlich England.

## Rolle im Krieg der Barone
Als es 1258 zu einer Krise zwischen ihrem Schwiegervater Heinrich III. und einer Adelsopposition kam, unterstützte Eleonore ihren Ehemann, der Partei für seine aus Frankreich stammenden Onkel, die Lusignans, ergriff. Diese waren wegen ihres Einflusses und ihrer Privilegien bei den englischen Baronen verhasst und mussten im Juli 1258 England verlassen. Nachdem die Adelsopposition die Macht in England ergriffen hatte, begleitete Eleonore ihren Mann, der sich von 1260 bis 1263 vornehmlich in Frankreich und der Gascogne aufhielt. Erst im Februar 1263 kehrten sie mit Söldnern, die mit Eleonores Mitteln im Ponthieu angeworben worden waren, nach England zurück, um König Heinrich zu unterstützen. Während der Unruhen von 1263 und dem folgenden offenen Krieg der Barone gegen den König blieb Eleonore vorwiegend in Windsor Castle. Nach der Schlacht von Lewes im Juni 1264, in der sich Simon de Montfort, der Führer der Adelsopposition, erneut die Macht erkämpft hatte, blieb sie im Gefolge des weitgehend entmachteten Königs Heinrich, während ihr in die Gewalt der Barone geratener Ehemann in anderen Burgen festgehalten wurde. Montfort befürchtete, dass Eleonore erneut Söldner aus Kastilien oder Frankreich anwerben würde und ließ sie deshalb überwachen. Nach dem Sieg der königlichen Partei in der Schlacht von Evesham im August 1265, bei der Montfort getötet wurde, sicherte sie sich auf Kosten der enteigneten Rebellen zahlreiche Ländereien. Damit schuf sie die Grundlage für ihren eigenen Grundbesitz, den sie später noch wesentlich erweiterte.

## Kreuzzug nach Palästina
Im August 1270 begleitete sie Eduard bei dessen Kreuzzug ins Heilige Land. Dort wurde Eduard im Juni 1272 von einem Assassinen mit einem vergifteten Dolch verletzt und konnte nur durch den Eingriff eines Chirurgen gerettet werden, der ihm das vergiftete Fleisch vom Arm schnitt. Der Legende nach soll Eleonore das Gift aus der Wunde gesaugt haben, was jedoch erst nach ihrem Tod von einem italienischen Dominikaner berichtet wurde. In England wurde dies erstmals 1586 veröffentlicht. Ein zeitgenössischer Chronist des Kreuzzugs berichtet dagegen, dass die verzweifelte Eleonore vor der Operation vom Bett ihres Mannes weggeführt werden musste.

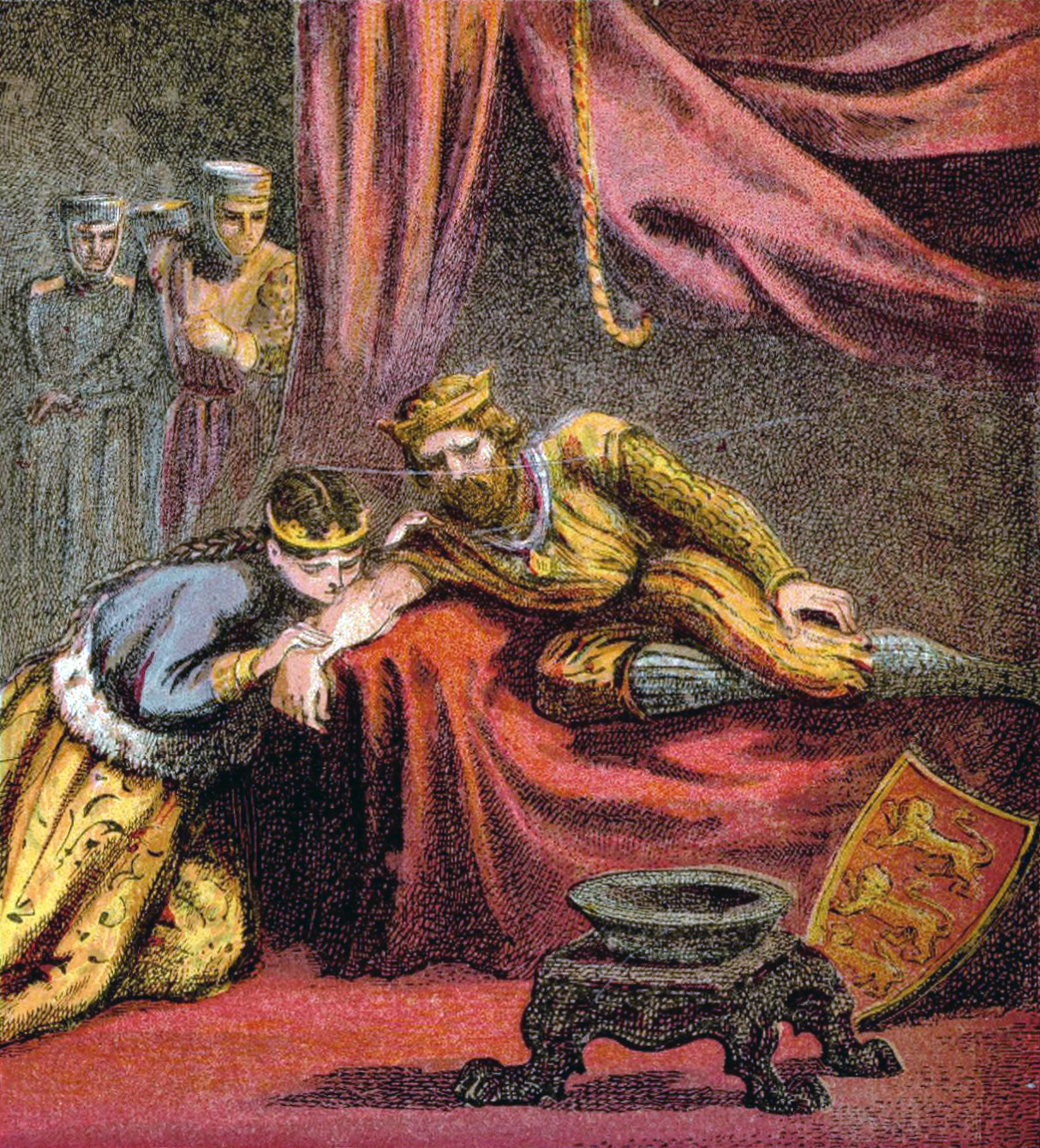
Eleonore saugt das Gift aus der Wunde ihres Mannes. Historisierende Darstellung von 1868

## Royal Consort von England

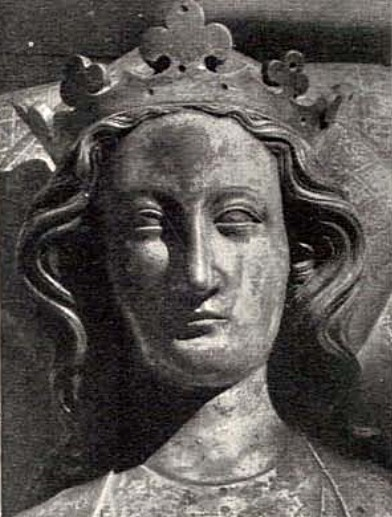
Darstellung von Eleonore von Kastilien auf ihrem Bronzegrab in Westminster Abbey

Noch während sie in Palästina waren, starb König Heinrich im November 1272. Ihr Mann erbte damit den Thron, doch nach ihrer Rückreise aus Palästina besuchten Eduard und Eleonore zuerst Frankreich und die Gascogne, ehe sie im August 1274 nach England zurückkehrten. Am 19. August wurde sie zusammen mit ihrem Mann in Westminster Abbey gekrönt. Ab 1275 erweiterte sie mit Unterstützung des Königs ihren Grundbesitz, indem sie für die Schulden, die zahlreiche Ritter und Barone bei jüdischen Geldverleihern hatten, bürgte. Im Gegenzug erhielt sie dafür die als Sicherheit verpfändeten Ländereien. Auf diesem Weg erwarb sie bereits bis 1281 einen großen Grundbesitz, den sie in den folgenden Jahren auch durch direkten Ankauf von verschuldeten Gütern erweiterte. Ihr Landhunger und die Wucherzinsen, die sie von den bei ihr verschuldeten Rittern verlangte und die schließlich zur Übertragung der Ländereien führten, waren bald berüchtigt und Gegenstand zahlreicher Gerüchte und Spottverse. 1283 warnte Erzbischof Pecham die Königin, dass ihr Vorgehen einen Skandal verursachen könne, und 1286 wies er sie auf die öffentliche Empörung über ihre Gier und auf die Gerüchte, die über sie erzählt wurden, hin. Bei ihrem Tod hatte sie aus ihrem Grundbesitz Einkünfte von über £ 2500 jährlich, was bislang für eine englische Königin beispiellos war. Der König wollte bei ihrem Tod gegen Beschuldigungen gegen seine verstorbene Frau vorgehen, da er sie für falsch hielt, dabei musste er feststellen, wie rücksichtslos Eleonores Beamte gegenüber ihren Pächtern und Schuldnern waren und wie skrupellos sie selbst gegen Gegner vorgegangen war.
Obwohl die Heirat für den Thronfolger diplomatisch vorteilhaft war, war sie von Beginn an unpopulär, da vielfach befürchtet wurde, dass, ähnlich wie bei Eduards Mutter Eleonore von der Provence und den Lusignan-Halbbrüdern von König Heinrich III., zahlreiche ausländische Verwandte und Günstlinge mit der kastilischen Prinzessin nach England kommen würden. Tatsächlich vermittelte sie für mehrere ihrer Verwandten Heiraten mit englischen Partnern, ging dabei aber so diskret vor, dass sie keine offene Kritik hervorrief. Ihre Bevorzugung von kastilischen Kaufleuten sorgte dagegen für Verstimmung unter den Kaufleuten aus Southampton. Die Königin selbst galt als hochkultiviert. Sie förderte englische Dichter, aber auch die sich bildenden Hochschulen. Sie gründete mehrere Niederlassungen des Dominikanerordens, dies und ihre Geschäftsbeziehungen mit jüdischen Geldverleihern führten zu wachsender Ablehnung durch die englischen Bischöfe und die monastischen Orden. Ihr Mann achtete sie, erlaubte ihr aber keinen direkten politischen Einfluss. Da er aufgrund seiner zahlreichen Kriege hoch verschuldet war, erpresste er von ihr Teile ihres Vermögens. Ihr Versuch, die Beziehungen zwischen ihrer Heimat Kastilien und England zu verbessern, wurden von ihrem Bruder Alfons X. nicht wirksam unterstützt. Nach dem Tod ihrer Mutter erbte sie 1279 das französische Ponthieu, das sie durch Vertreter verwalten ließ. Ihr politischer Einfluss blieb insgesamt unbedeutend.
Als sie mit ihrem Mann 1287 erneut die Gascogne besuchte, erkrankte sie an einem Fieber, das vermutlich auch zu ihrem Tod drei Jahre später führte. Sie starb im Haus von Richard de Weston in Harby in Nottinghamshire. Ihr Körper wurde zunächst in Lincoln einbalsamiert und nach Westminster überführt, wo er in einem aufwändigen Begräbnis am 17. Dezember in Westminster Abbey beigesetzt wurde. Ihre Eingeweide wurden in der Kathedrale von Lincoln und ihr Herz in der Dominikanerkirche in London beigesetzt. In Westminster Abbey ist ihr von William Torel gefertigtes Bronzegrabdenkmal erhalten.

## Nachwirkung
Eduard ließ entlang des Weges, den ihr Leichenzug von Lincoln nach Westminster zurücklegte, zwölf monumentale Hochkreuze, die sogenannten Eleanor-Kreuze aufstellen, von denen die Kreuze in Geddington, Hardingstone und Waltham erhalten sind.
Zu Lebzeiten war Eleonore wegen ihrer ausländischen Herkunft, ihrem Landerwerb, ihren Wucherzinsen und selbst wegen ihres guten Verhältnisses zu ihrem Ehemann bei weiten Teilen der Bevölkerung umstritten, wenn nicht sogar unbeliebt. In der mehr als 100 Jahre nach ihrem Tod verfassten Chronik Historia Anglicana wurde sie dagegen von Thomas Walsingham positiv dargestellt. Dies führte mit dazu, dass sie in den Jahrhunderten nach ihrem Tod angesehener als zu ihren Lebzeiten war.

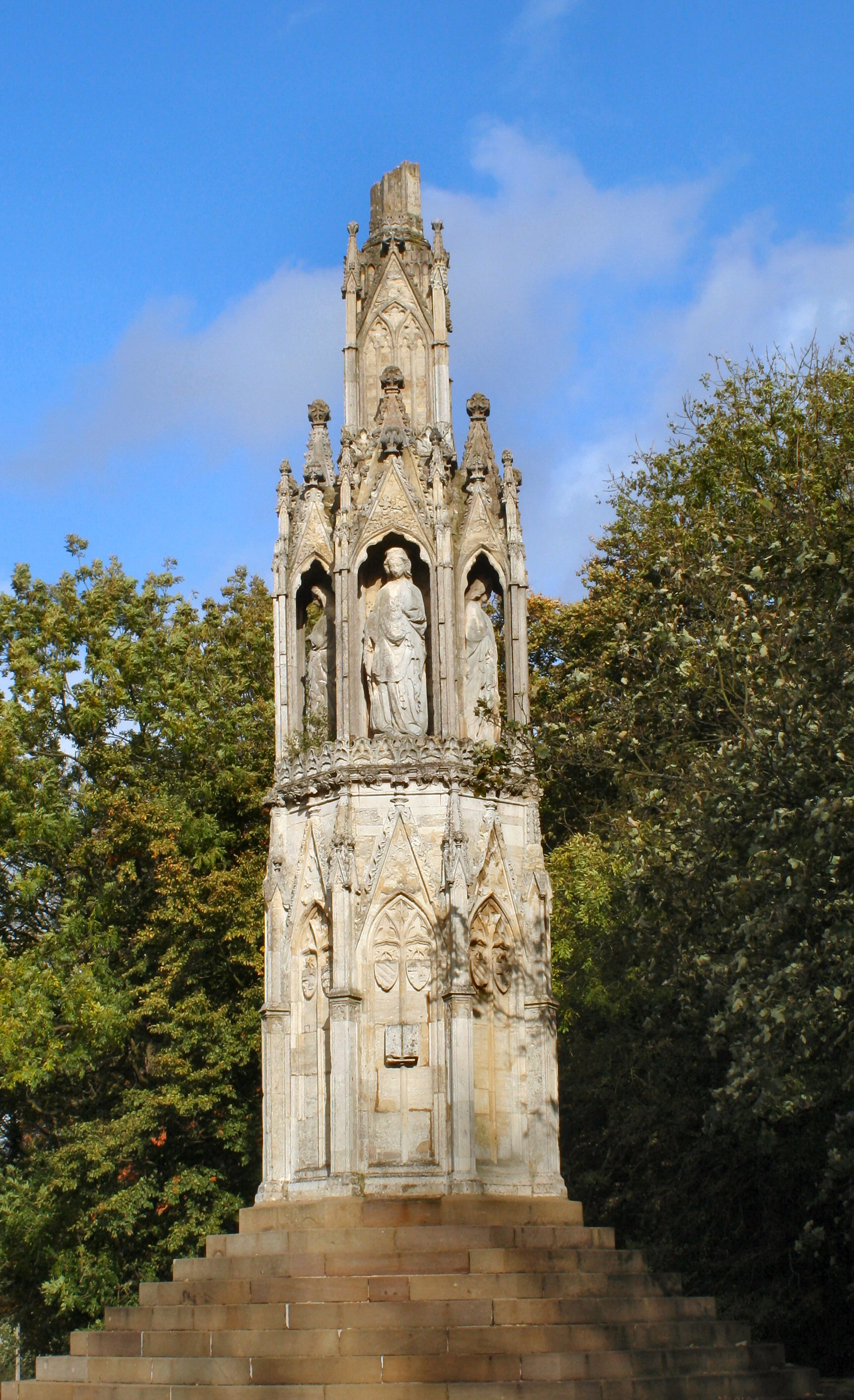
Eleonorenkreuz in Hardingstone, Northamptonshire

## Vorfahren
| Ferdinand II. von León | Ferdinand II. von León | Ferdinand II. von León | Ferdinand II. von León | Ferdinand II. von León | Ferdinand II. von León |                     |                     | Dona Urraca von Portugal | Dona Urraca von Portugal | Dona Urraca von Portugal | Dona Urraca von Portugal | Dona Urraca von Portugal                       | Dona Urraca von Portugal                       |                                                |                                                | Alfons VIII. von Kastilien                     | Alfons VIII. von Kastilien                     | Alfons VIII. von Kastilien | Alfons VIII. von Kastilien | Alfons VIII. von Kastilien | Alfons VIII. von Kastilien |                          |                          | Eleanor Plantagenet      | Eleanor Plantagenet      | Eleanor Plantagenet | Eleanor Plantagenet | Eleanor Plantagenet    | Eleanor Plantagenet |  |  | Aubry II. von Dammartin | Aubry II. von Dammartin | Aubry II. von Dammartin | Aubry II. von Dammartin | Aubry II. von Dammartin | Aubry II. von Dammartin |                     |                     | Mathilde de Clermont | Mathilde de Clermont | Mathilde de Clermont | Mathilde de Clermont | Mathilde de Clermont  | Mathilde de Clermont  |                       |                       | Wilhelm II. Talvas    | Wilhelm II. Talvas    | Wilhelm II. Talvas | Wilhelm II. Talvas | Wilhelm II. Talvas | Wilhelm II. Talvas |                    |                    | Alix von Frankreich | Alix von Frankreich | Alix von Frankreich | Alix von Frankreich | Alix von Frankreich | Alix von Frankreich |
| Ferdinand II. von León | Ferdinand II. von León | Ferdinand II. von León | Ferdinand II. von León | Ferdinand II. von León | Ferdinand II. von León |                     |                     | Dona Urraca von Portugal | Dona Urraca von Portugal | Dona Urraca von Portugal | Dona Urraca von Portugal | Dona Urraca von Portugal                       | Dona Urraca von Portugal                       |                                                |                                                | Alfons VIII. von Kastilien                     | Alfons VIII. von Kastilien                     | Alfons VIII. von Kastilien | Alfons VIII. von Kastilien | Alfons VIII. von Kastilien | Alfons VIII. von Kastilien |                          |                          | Eleanor Plantagenet      | Eleanor Plantagenet      | Eleanor Plantagenet | Eleanor Plantagenet | Eleanor Plantagenet    | Eleanor Plantagenet |  |  | Aubry II. von Dammartin | Aubry II. von Dammartin | Aubry II. von Dammartin | Aubry II. von Dammartin | Aubry II. von Dammartin | Aubry II. von Dammartin |                     |                     | Mathilde de Clermont | Mathilde de Clermont | Mathilde de Clermont | Mathilde de Clermont | Mathilde de Clermont  | Mathilde de Clermont  |                       |                       | Wilhelm II. Talvas    | Wilhelm II. Talvas    | Wilhelm II. Talvas | Wilhelm II. Talvas | Wilhelm II. Talvas | Wilhelm II. Talvas |                    |                    | Alix von Frankreich | Alix von Frankreich | Alix von Frankreich | Alix von Frankreich | Alix von Frankreich | Alix von Frankreich |
|                        |                        |                        |                        |                        |                        |                     |                     |                          |                          |                          |                          |                                                |                                                |                                                |                                                |                                                |                                                |                            |                            |                            |                            |                          |                          |                          |                          |                     |                     |                        |                     |  |  |                         |                         |                         |                         |                         |                         |                     |                     |                      |                      |                      |                      |                       |                       |                       |                       |                       |                       |                    |                    |                    |                    |                    |                    |                     |                     |                     |                     |                     |                     |
|                        |                        |                        |                        | Alfons IX. von León    | Alfons IX. von León    | Alfons IX. von León | Alfons IX. von León | Alfons IX. von León      | Alfons IX. von León      |                          |                          |                                                |                                                |                                                |                                                |                                                |                                                |                            |                            | Berenguela von Kastilien   | Berenguela von Kastilien   | Berenguela von Kastilien | Berenguela von Kastilien | Berenguela von Kastilien | Berenguela von Kastilien |                     |                     |                        |                     |  |  |                         |                         |                         |                         | Simon von Dammartin     | Simon von Dammartin     | Simon von Dammartin | Simon von Dammartin | Simon von Dammartin  | Simon von Dammartin  |                      |                      |                       |                       |                       |                       |                       |                       |                    |                    | Maria von Ponthieu | Maria von Ponthieu | Maria von Ponthieu | Maria von Ponthieu | Maria von Ponthieu  | Maria von Ponthieu  |                     |                     |                     |                     |
|                        |                        |                        |                        | Alfons IX. von León    | Alfons IX. von León    | Alfons IX. von León | Alfons IX. von León | Alfons IX. von León      | Alfons IX. von León      |                          |                          |                                                |                                                |                                                |                                                |                                                |                                                |                            |                            | Berenguela von Kastilien   | Berenguela von Kastilien   | Berenguela von Kastilien | Berenguela von Kastilien | Berenguela von Kastilien | Berenguela von Kastilien |                     |                     |                        |                     |  |  |                         |                         |                         |                         | Simon von Dammartin     | Simon von Dammartin     | Simon von Dammartin | Simon von Dammartin | Simon von Dammartin  | Simon von Dammartin  |                      |                      |                       |                       |                       |                       |                       |                       |                    |                    | Maria von Ponthieu | Maria von Ponthieu | Maria von Ponthieu | Maria von Ponthieu | Maria von Ponthieu  | Maria von Ponthieu  |                     |                     |                     |                     |
|                        |                        |                        |                        |                        |                        |                     |                     |                          |                          |                          |                          |                                                |                                                |                                                |                                                |                                                |                                                |                            |                            |                            |                            |                          |                          |                          |                          |                     |                     |                        |                     |  |  |                         |                         |                         |                         |                         |                         |                     |                     |                      |                      |                      |                      |                       |                       |                       |                       |                       |                       |                    |                    |                    |                    |                    |                    |                     |                     |                     |                     |                     |                     |
|                        |                        |                        |                        |                        |                        |                     |                     |                          |                          |                          |                          | Ferdinand II. von Kastilien / III. von Spanien | Ferdinand II. von Kastilien / III. von Spanien | Ferdinand II. von Kastilien / III. von Spanien | Ferdinand II. von Kastilien / III. von Spanien | Ferdinand II. von Kastilien / III. von Spanien | Ferdinand II. von Kastilien / III. von Spanien |                            |                            |                            |                            |                          |                          |                          |                          |                     |                     |                        |                     |  |  |                         |                         |                         |                         |                         |                         |                     |                     |                      |                      |                      |                      | Johanna von Dammartin | Johanna von Dammartin | Johanna von Dammartin | Johanna von Dammartin | Johanna von Dammartin | Johanna von Dammartin |                    |                    |                    |                    |                    |                    |                     |                     |                     |                     |                     |                     |
|                        |                        |                        |                        |                        |                        |                     |                     |                          |                          |                          |                          | Ferdinand II. von Kastilien / III. von Spanien | Ferdinand II. von Kastilien / III. von Spanien | Ferdinand II. von Kastilien / III. von Spanien | Ferdinand II. von Kastilien / III. von Spanien | Ferdinand II. von Kastilien / III. von Spanien | Ferdinand II. von Kastilien / III. von Spanien |                            |                            |                            |                            |                          |                          |                          |                          |                     |                     |                        |                     |  |  |                         |                         |                         |                         |                         |                         |                     |                     |                      |                      |                      |                      | Johanna von Dammartin | Johanna von Dammartin | Johanna von Dammartin | Johanna von Dammartin | Johanna von Dammartin | Johanna von Dammartin |                    |                    |                    |                    |                    |                    |                     |                     |                     |                     |                     |                     |
|                        |                        |                        |                        |                        |                        |                     |                     |                          |                          |                          |                          |                                                |                                                |                                                |                                                |                                                |                                                |                            |                            |                            |                            |                          |                          |                          |                          |                     |                     |                        |                     |  |  |                         |                         |                         |                         |                         |                         |                     |                     |                      |                      |                      |                      |                       |                       |                       |                       |                       |                       |                    |                    |                    |                    |                    |                    |                     |                     |                     |                     |                     |                     |
|                        |                        |                        |                        |                        |                        |                     |                     |                          |                          |                          |                          |                                                |                                                |                                                |                                                |                                                |                                                |                            |                            |                            |                            |                          |                          |                          |                          |                     |                     | Eleonore von Kastilien |                     |  |  |                         |                         |                         |                         |                         |                         |                     |                     |                      |                      |                      |                      |                       |                       |                       |                       |                       |                       |                    |                    |                    |                    |                    |                    |                     |                     |                     |                     |                     |                     |

## Familie und Nachkommen
Ihrem Ehemann war sie eine treue Ehefrau, mit dem sie insgesamt 16 Kinder hatte, darunter:
- eine totgeborene Tochter (* Mai 1255 in Bordeaux)
- Katherine (* 17. Juni 1264; † 5. September 1264), begraben in der Westminster Abbey.
- Johanna (* Januar 1265; † vor dem 7. September 1265), begraben in der Westminster Abbey
- Johann (* 13. Juli 1266; † 3. August 1271 in Wallingfort) war unter der Aufsicht seines Großonkels Richard, Earl of Cornwall, begraben in der Westminster Abbey
- Heinrich (* vor 6. Mai 1268; † 16. Oktober 1274)
- Eleonore (* 18. Juni 1269; † 12. Oktober 1297 od. † 29. August 1298); ⚭ Graf Heinrich III. von Bar
- Tochter (* Mai 1271 in Palästina; † vor September 1271)
- Johanna von Akkon (* 1272; † 7. April 1307); ⚭ I. Gilbert de Clare, 6. Earl of Hertford und ⚭ II. Ralph de Monthermer, 1. Baron Monthermer
- Alphonso, Earl of Chester (* 24. November 1273; † 19. August 1284), begraben in der Westminster Abbey
- Margarete (* 15. März 1275; † nach 1333); ⚭ Johann II. von Brabant.
- Berengaria (* 1. Mai 1276; † vor 27. Juni 1278), begraben in der Westminster Abbey.
- Tochter, kurz nach der Geburt im Januar 1278 gestorben.
- Maria (* März 1278; † um 1332), Nonne in Amesbury Abbey, Wiltshire
- Elisabeth von Rhuddlan (* August 1281 in Rhuddlan; † 5. Mai 1316); ⚭ I. Johann I., Graf von Holland und ⚭ II. Humphrey de Bohun, 4. Earl of Hereford, 3. Earl of Essex (Haus Bohun)
- Eduard von Caernarvon (Eduard II.) (* 25. April 1284 in Caernarvon; † 21. September 1327); ⚭ Isabella von Frankreich

Wie im Mittelalter beim Hochadel oft üblich, kümmerten sie und ihr Mann sich dabei wenig um die Kinder. Ihre Tochter Johanna wuchs zum Beispiel größtenteils bei ihrer Großmutter im Ponthieu auf, und als ihr Sohn Heinrich in Guildford im Sterben lag, bemühten sich die Eltern nicht, aus London zu kommen, um ihn noch einmal zu sehen. Bei ihrem Tod lebten von ihren Kindern noch ein Sohn und fünf Töchter. Erst neun Jahre nach ihrem Tod heiratete ihr Mann 1299 in zweiter Ehe Margarete von Frankreich.